# Airmed
 (signalé en juin 2025).
Si vous disposez d'ouvrages ou d'articles de référence ou si vous connaissez des sites web de qualité traitant du thème abordé ici, merci de compléter l'article en donnant les références utiles à sa vérifiabilité et en les liant à la section « Notes et références ».
- Archive Wikiwix
- Bing
- Cairn
- DuckDuckGo
- E. Universalis
- Gallica
- Google
- G. Books
- G. News
- G. Scholar
- Persée
- Qwant
- (zh) Baidu
- (ru) Yandex
- (wd) trouver des œuvres sur Wikidata

Dans la mythologie celtique irlandaise, Airmed est la fille du dieu-médecin Diancecht, qui est aussi le dieu de la magie.
Elle appartient donc aux Tuatha Dé Danann. son nom signifie « mesure », et renvoie évidemment à son rôle. Lors de la Bataille de Mag Tured (Cath Maighe Tuireadh), elle est chargée de collecter les plantes médicinales, qui sont mises dans la Fontaine de Santé ; un bain dans cette fontaine guérit les guerriers blessés et ressuscite les morts. Elle a deux frères Miach (« le boisseau ») et Ormiach (un double du précédent).
Après que son père eut tué Miach par jalousie, Airmed pleura sur la tombe de son frère. Alimentés par ses larmes, toutes les plantes médicinales de la terre poussèrent sur la terre au-dessus du corps. Airmed les collecta, et les rangea en fonction de leurs propriétés. Mais une fois de plus, Diancecht frappa, il éparpilla et mélangea toutes les herbes. C'est pour cette raison qu'aucun humain ne peut connaître tous les secrets de l'herbalisme. Seule Airmed s'en souvient.